# Robert Kaye Greville
Robert Kaye Greville, född den 13 december 1794 i Bishop Auckland, Durham, England, död den 4 juni 1866 i Myrrayfield, Edinburgh, var en skotsk, mykolog, bryolog och botanist, som var professor i Edinburgh och en framstående kryptogamforskare.
Greville var även en skicklig konstnär och illustratör av naturhistoria. Förutom konst och vetenskap var han intresserad av saker som abolitionism, dödsstraff, att hålla söndagen speciell och nykterhetsrörelsen.

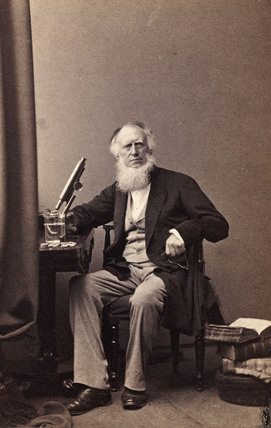
Robert Kaye Greville på ålderdomen

Auktorsnamnet Grev. kan användas för Robert Kaye Greville i samband med ett vetenskapligt namn inom botaniken; se Wikipediaartiklar som länkar till auktorsnamnet.

## Biografi
Greville växte upp i Derbyshire med sina föräldrar Dorothy (född Chaloner) och Robert Greville. Hans far som tyckte om att komponera musik var rektor för församlingskyrkan i Edlaston i Derbyshire. Greville hade ett intresse för naturhistoria redan som mycket ung, men han studerade ursprungligen medicin. När han insåg att han inte behövde någon inkomst tog han bort fyra års läkarutbildning i London och Edinburgh och bestämde sig för att koncentrera sig på botanik som hade varit ett starkt intresse när han var pojke.
Greville gifte sig 1816 med William Eden, 1:e baron Aucklands systerdotter Charlotte Eden. År 1823 började han illustrera och publicera tidskriften Scottish cryptogamic flora som han tillägnade sin vän Hooker. Året därpå publicerade han sin guide till Edinburghs flora, "Flora Edinensis". Delvis som ett resultat av dessa publikationer tilldelades Greville en doktorsexamen av University of Glasgow 1826. Han höll ett stort antal föreläsningar inom naturvetenskap och byggde upp samlingar som senare köptes av University of Edinburgh. Hans exemplar av växter och svampar finns nu i Herbariet i Royal Botanic Garden Edinburgh.
År 1828 hedrades han med att Mount Greville i Queensland namngavs av en annan botaniker, Allan Cunningham. Mount Greville blev en del av en australisk nationalpark 1948 och är nu en del av Moogerah Peaks National Park. Det aboriginska namnet på Mount Greville och området runt det (inklusive Cunninghams Gap) är Moogerah som gav sitt namn till parken.
På 1830-talet var Greville bosatt på 1 Wharton Place i Edinburgh. År 1835 publicerade han en del pianomusik till en sakral melodi skriven av pastor W. H. Bathurst.
Mot slutet av sitt liv skapade han landskapsmålningar som ställdes ut. Han blev en professionell konstnär eftersom han hade ont om pengar.
Greville dog i sitt hem, Ormelie Villa, i Murrayfield, Edinburgh i juni 1866 medan han fortfarande var aktivt intresserad av sitt arbete och hade nya skrifter förberedda för publicering. Han är begravd på Dean Cemetery på västra sidan av Edinburgh.

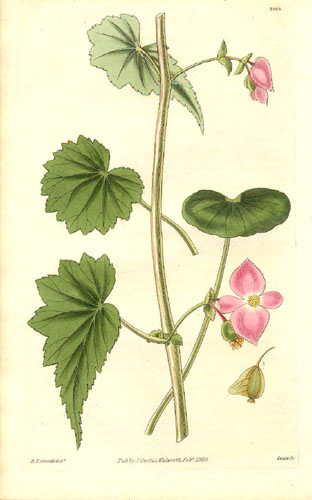
En enkel illustration av Greville: Begonia_gracilis – Publicerad 1830.

## Karriär och vetenskapligt arbete
Åren 1839–40 tjänstgjorde han som president för Botanical Society of Edinburgh för första gången.
Greville var medlem i ett antal lärda sällskap, bland annat som hederssekreterare i Biological Society och fellow i Royal Society of Edinburgh. Han var hedersledamot av Royal Irish Academy och Howard Societysamt var korresponderande medlem av naturhistoriska sällskap i Bryssel, Paris, Leipzig och Philadelphia. Han var sekreterare för Sabbath Alliance och översättare av Church of Englands psalmbok från 1838.
Förutom vetenskap var han intresserad av politiska frågor som abolitionism, dödsstraff, att hålla söndagen specielloch nykterhetsrörelsen. År 1840 var Greville en av de fyra vicepresidenterna vid World's Anti-Slavery Convention i Freemason's Hall i London den 12 juni 1840. Bilden i faktarutan visar honom i en detalj från en målning gjord för att fira händelsen som lockade delegater från Amerika, Frankrike, Haiti, Australien, Irland, Jamaica och Barbados. Målningen hänger nu i National Portrait Gallery i London.
Åren 1865–66 var Greville president för Botanical Society of Edinburgh för andra och sista gången.

## Utmärkelser och hedersbetygelser
- Medlem av Royal Society of Edinburgh

[Redigera Wikidata]